# Orchestre symphonique de Budapest
L'Orchestre symphonique de la radio hongroise (en hongrois : Magyar Rádió Szimfonikus Zenekara - MRZE), également connu sous le nom d'Orchestre symphonique de Budapest, est un orchestre radiophonique hongrois. Il fait partie de Magyar Rádió, l'organisation de télévision et de radiodiffusion hongroise.

## Histoire
L'Orchestre symphonique de la Radio hongroise a été fondé en 1943 par le chef d'orchestre Ernst von Dohnányi. À l'origine, un orchestre de salon a été créé par la Radio hongroise en 1936, avec à sa tête István Bertha comme chef d'orchestre, Miklós Fehér, Tibor Ney comme maître de concert. Le futur orchestre symphonique a été fondé en partie par les membres de cet orchestre.
L'orchestre s'est produit dans le monde entier avec les chefs d'orchestre et les solistes les plus éminents de notre époque, tels que János Ferencsik, Otto Klemperer, Carlo Zecchi, Leopold Stokowski, John Barbirolli, Claudio Abbado, Charles Münch, Georg Solti, Gennady Rozhdestvensky, Neville Marriner, Béla Drahos, Johanna Beisteiner, Giuseppe Patane, Igor Markevitch, Robert Gulya et Ilaiyaraaja. Grâce à ses fréquentes diffusions et à ses enregistrements, il est devenu largement connu et ses tournées l'ont conduit dans les pays d'Europe de l'Est et de l'Ouest ainsi qu'aux États-Unis et au Canada. L'orchestre est réputé pour ses interprétations de la littérature symphonique hongroise, en particulier des œuvres de compositeurs vivants.
Par ailleurs, l'orchestre interprète en 2011 la musique du film d'animation turc God's Faithful Servant: Barla (en).

### Liste des chefs d'orchestre
- Ernst von Dohnányi (1943–1945)
- János Ferencsik (1945)
- Tibor Polgár (1945)
- Lázló Somogyi (1951)
- György Lehel (1956)
- András Ligeti (1989)
- Tamás Vásáry (1993)
- László Kovács (2004–2008)
- Ádám Fischer
- Stephen D’Agostino (2009–2011)
- Vajda Gergely (2011–2014)
- Kovács János

## Discographie (sélective)
Les enregistrements de l'orchestre sont publiés, entre autres, par Naxos, Gramy et Hungaroton.
- J. S. Bach : Concerto brandebourgeois en ré majeur V (BWV 1050) (sous la direction d'Otto Klemperer, Annie Fischer, Tibor Ney, János Szebenyi) Hungaroton - LPX 12160

- Sándor Balassa : Karl et Anna - opéra (dirigé par Imre Sallay ; Hungaroton Classic HCD 32162-64)

- Sándor Balassa : Parcella 301 (dirigé par Howard Williams ; Hungaroton Classic HCD 32161)

- Bartók : Cantata profana (dir. Antal Doráti ; Hungaroton Classic HCD 31503)

- Beethoven : Symphonies (édition complète) (chef d'orchestre Tamás Vásáry ; Hungaroton Classic HCD 31717-22, enregistrement live)

- Attila Bozay : Pezzo concertato no. 2 (sous la direction de György Lehel ; Hungaroton Classic HCD 31936)

- Brahms : Symphonies (édition complète), Concertos pour violon et piano, Ouvertures, Requiem allemand (sous la direction de Tamás Vásáry ; Hungaroton Classic HCD 32137-142)

- Brahms : Symphonies, Ouvertures (sous la direction de K. A. Rickenbacher ; Découvrir)

- Tchaïkovski : Symphonie n° V, Ouverture 1812, Le Vice-roi (sous la direction de Tamás Vásáry ; Hungaroton Classic HCD 32171)

- Miklós Csemiczky : Fantaisie concertante, (sous la direction de Tamás Gál ; Hungaroton Classic HCD 31669)

- Dohnányi : Minutes symphoniques, Suite en fa dièse mineur (sous la direction de Tamás Vásáry ; Hungaroton Classic HCD 31637)

- Dohnányi : Concertos pour piano I et II (sous la direction de György Ráth Győriványi ; Hungaroton Classic HCD 31555)

- Dohnányi : Concerto pour violon n° I et II (sous la direction de Tamás Vásáry ; Hungaroton Classic HCD 31759)

- Dohnányi : Tante Simona - opéra comique (sous la direction de János Kovács ; Hungaroton Classic HCD 31973)

- Donizetti : Anna Bolena - opéra (dirigé par Elio Boncompagni ; Nightingale Classics NC070565-2)

- László Dubrovay : Concerto pour cymbalum (sous la direction de Tamás Gál ; Hungaroton Classic HCD 31669)

- László Dubrovay : Faust, les damnés - quatre suites de ballet, Concerto pour piano n° II (sous la direction de László Kovács, Antal Mátyás ; Hungaroton Classic HCD 31831)

- László Dubrovay : Symphonie hongroise, Chant des aigles (sous la direction de Zsolt Hamar, László Kovács ; Hungaroton Classic HCD 32065)

- Zsolt Durkó : Oraison funèbre, Altamira (sous la direction de György Lehel ; Hungaroton Classic HCD 31654)

- Zsolt Durkó : En marge du Livre de l'Apocalypse - oratorio (dir. András Ligeti ; Hungaroton Classic HCD 31818)

- Zsolt Durkó : Rhapsodie hongroise, Concerto pour violon, Oratorio Szechenyi (sous la direction de György Lehel, Tamás Vásáry ; Hungaroton Classic HCD 32027)

- Ferenc Farkas : Fantastic Students - Suite, Concertino all'antica, Concertino IV (sous la direction de György Lehel, András Farkas ; Hungaroton Classic HCD 31851)

- Ferenc Farkas. Forrai Miklós, Farkas András, Ferencsik János ; Hungaroton Classic HCD 31852)

- Ferenc Farkas : Omaggio a Pessoa, Rákóczi - cantate (sous la direction de Adrás Ligeti, Ádám Medveczky ; Hungaroton Classic HCD 31978)

- Elek Huzella : Concertino lirico (sous la direction d'András Kórodi ; Hungaroton Classic HCD 31990)

- Zoltán Jeney : Alef (dirigé par Péter Eötvös ; Hungaroton Classic HCD 31653)

- Zoltán Jeney : Sostenuto (dirigé par Zsolt Serei ; Hungaroton Classic HCD 32050)

- László Király : Epoques d'un amour, Ville d'Acacia (sous la direction de János Kovács, László Kovács ; Hungaroton Classic HCD 31954)

- Rezső Kókai : Concerto pour violon (dirigé par György Lehel ; Hungaroton Classic HCD 31990)

- Korngold : Le miracle d'Heliane - extrait (Éva Marton, sous la direction de John Carewe ; Hungaroton Classic HCD 31002)

- György Kósa : Bikasirato (dirigé par György Lehel ; Hungaroton Classic HCD 31982)

- Kamilló Lendvay : Concertino semplice (dirigé par András Ligeti ; Hungaroton Classic HCD 31669)

- Lendvay Kamilló : Concerto pour saxophone, Concerto pour violon n° II, Concerto pour Gordon, Concertino (dir. Zsolt Hamar, György Győriványi-Ráth, János Sándor ; Hungaroton Classic HCD 31787)

- Kamilló Lendvay : Quatre invocations pour orchestre, Scènes (sous la direction de György Lehel ; Hungaroton Classic HCD 32064)

- Iván Madarász : Flautiáda (dirigé par Béla Drahos ; Hungaroton Classic HCD 31830)

- Maros Rudolf : Eufonia 1, 2, 3, Gemma (sous la direction de György Lehel ; Hungaroton Classic HCD 31699)

- Maros Rudolf : Cinq études pour orchestre, Notes, Fragment (sous la direction de György Lehel ; Hungaroton Classic HCD 31984)

- Ede Poldini : Noces de Carnaval - opéra comique (dir. Tamás Breitner ; Hungaroton Classic HCD 31974-75)

- György Ránki : Concerto pour cimbalom (sous la direction de Tamás Gál ; Hungaroton Classic HCD 31669)

- György Ránki : King Pomade's New Clothes - Suites I et II, 1514 - fantaisie pour piano et orchestre (sous la direction de Tamás Pál, János Sándor, Miklós Erdélyi ; Hungaroton Classic HCD 31957)

- Attila Reményi : At the Dawn of the World, At the Twilight of the World (sous la direction d'András Ligeti ; Hungaroton Classic HCD 31669)

- József Sári : Concertino (sous la direction de János Kovács ; Hungaroton Classic HCD 31715)

- Schönberg : Waiting (Éva Marton, dirigée par John Carewe ; Hungaroton Classic HCD 31748)

- Schönberg : Six Songs (Éva Marton, dirigée par John Carewe ; Hungaroton Classic HCD 31002)

- Schreker : On Eternal Life (Éva Marton, dirigé par John Carewe ; Hungaroton Classic HCD 31002)

- Schubert : Symphonies (édition complète) (sous la direction de Tamás Vásáry ; Hungaroton Classic HCD 32110-13)

- Schumann : Symphonies (édition complète) (sous la direction de Tamás Vásáry ; Hungaroton Classic HCD 32123-24)

- József Soproni : Eclypsis, Concertos pour violoncelle I et II, Transfigurations d'Ovide (cond. Lehel György, Ligeti András, Erdélyi Miklós ; Hungaroton Classic HCD 32024)

- Rezső Sugár : Savonarola - oratorio (chef d'orchestre András Kórodi ; Hungaroton Classic HCD 12518)

- Rezső Sugár : Concerto in memoriam Béla Bartók, Sinfonia a variazione, Epilogue (sous la direction de András Ligeti ; Hungaroton Classic HCD 31189)

- Endre Szervánszky : Six pièces pour orchestre (sous la direction de Gyula Németh ; Hungaroton Classic HCD 31728)
- Endre Szervánszky : Variations, Concerto pour flûte, Concerto pour clarinette (sous la direction de Ádám Medveczky ; Hungaroton Classic HCD 31987)
- László Tihanyi : Krios, Enodios (dirigé par le compositeur ; Hungaroton Classic HCD 31352)
- István Vántus : Harangszó, Golden Corsage - extraits (sous la direction d'András Ligeti, Tamás Pál ; Hungaroton Classic HCD 31748)
- Vécsei Jenő : Concertino pour piano (sous la direction de György Lehel ; Hungaroton Classic HCD 31990)
- János Viski : Concerto pour violon, Concerto pour piano (dir. Miklós Lukács, Tamás Bródy ; Hungaroton Classic HCD 31988)
- Wagner : Chansons de Wesendonck, Tristan et Isolde - Prélude et Mort d'amour d'Isolde (Éva Marton, dirigée par János Kovács ; Hungaroton Classic HCD 31748)
- Leó Weiner : Pastorale, Fantaisie et Fugue (dirigé par András Kórodi ; Hungaroton Classic HCD 31992)
- Zemlinsky : Six Chansons, Op. 13 (Éva Marton, sous la direction de John Carewe ; Hungaroton Classic HCD 31002)